# Darevskia kopetdaghica
Darevskia kopetdaghica es una especie de lagarto del género Darevskia, familia Lacertidae. Fue descrita científicamente por .
Habita en Irán, al norte de Khorasán. Se encuentra en la vegetación herbácea alpina, en Acantholimon y Astragalus, también en afloramientos rocosos.